# Catocala verecunda
Catocala verecunda är en fjärilsart som beskrevs av George Duryea Hulst 1884. Catocala verecunda ingår i släktet Catocala och familjen nattflyn. Inga underarter finns listade i Catalogue of Life.